# Karin Hübinette
Karin Ragnhild Maria Hübinette, född Pettersson den 18 april 1966 i Sollentuna, är en svensk journalist och programledare. Sedan juni 2020 är hon ordförande för Institutet för Mediestudier.
Hon är syster till Hillevi Engström.

## Biografi
Hübinette var programledare i debattprogrammet Svart eller vitt i TV4 i mitten av 1990-talet. För Sveriges Television  blev hon därpå en av programledarna för bland annat tv-programmet Kvällsöppet, samt var reporter på Sveriges Radio P4.
Från hösten 2002 till 2005 blev Hübinette programledare för SVT:s Uppdrag granskning. 2005 gick hon över till att leda samhällsprogrammet Agenda. Från hösten 2008 ledde hon även Aktuellt några dagar i veckan.
Då hennes syster, Hillevi Engström (M), blev utsedd till arbetsmarknadsminister efter riksdagsvalet 2010 blev Hübinette tvungen att sluta sitt arbete som politisk journalist på Agenda och Aktuellt. Hon fick dock vara kvar på Sveriges Television, där hon blev utrikesreporter för tv-programmet Korrespondenterna. Hon var en av programledarna i SVT:s direktsändning av Nobelfesten 2010. Ett år senare fick hon programleda sin egen talkshow på SVT, Hübinette, med premiär 6 september 2011 och vidare fram till sommaren 2012.
Åren 2013–2014 vikarierade Hübinette som SVT:s programbeställare för nyheter och samhälle. År 2015 utredde hon SVT:s organisation för företaget. Från oktober 2016 var hon administrativ utvecklingschef för riksnyheterna. År 2018 var hon projektledare för SVT:s bevakning av riksdagsvalet och även inrikeschef för riksnyheterna.
I augusti 2019 lämnade Hübinette SVT och journalistiken för att bli projektledare på reklambyrån Forsman & Bodenfors.
Sedan den 8 juni 2020 är Hübinette även ordförande för Institutet för Mediestudier.
Hösten 2007 tävlade hon i På spåret tillsammans med Stefan Holm. De vann båda sina matcher i gruppspelet, men förlorade i semifinalen.